# Ørkenarboretet
56°1′24″N 9°6′9″Ø / 56.02333°N 9.10250°Ø

Ørkenarboretet er en forstbotanisk have (arboret) i Søby Brunkulslejer i Midtjylland, beliggende lige øst for "Østdeponi". Området er på ca. 20 ha, der i 1959 tilplantedes til arboret, med omkring 500 forskellige plantearter fra forskellige dele af verden, som man mente var egnede til at gro under ørkenlignende forhold, og området kaldtes da for Ørkenarboretet. I dag er en stor del af de eksotiske træer forsvundet, og kun små skilte med deres navne står tilbage.
Sideløbende er anlagt forsøgsplantninger i Troldhede (56°0′18″N 8°43′41″Ø / 56.00500°N 8.72806°Ø)  ved Kulsøen; disse medregnes også som en del af arboretet.
Arboretmester ved Arboretet i Hørsholm, Syrach Larsen, og hans assistent Georg Schlätzer stod for begge dele.